# Kikugawa
Kikugawa (japanska: 菊川市?, Kikugawa-shi) är en stad i Shizuoka prefektur i Japan. Staden bildades 2005 genom en sammanslagning av kommunerna Kikugawa och Ogasa.